# Theodore Dreiser
Theodore Dreiser, född 27 augusti 1871 i Terre Haute, Indiana, död 28 december 1945 i Los Angeles, var en amerikansk författare, av tysk släkt.

## Biografi
Kompositören Paul Dresser var hans äldre bror. Theodore Dreiser gifte sig 1892 med Sara White, de separerade 1909, men skilde sig aldrig formellt. 
Han var från början journalist i Chicago, men övergick 1910 helt till författarskapet. Dreisers genombrott blev romanen Syster Carrie (Sister Carrie) 1900, som endast utgavs i en liten upplaga, men hann väcka stor uppmärksamhet i litterära kretsar. Den följdes av romanerna Jennie Gerhardt (1911), The financier (1912), The titan (1914), där den amerikanske storfiansiären Charles T. Yerkes stod modell. Bland Dreisers övriga många arbeten märks även de självbiografiska A traveller at forty (1913) och A book about myself (1922), samt En amerikansk tragedi (An American Tragedy) 1925, som blev hans verkliga genombrott i bredare kretsar. Dreiser skrev samhällskritiska romaner i en realistisk stil, som dock kan upplevas som tunga med sina mäktiga detaljskildringar. Hans reportagebok om Sovjetunionen, Dreiser Looks at Russia (1928; ty: "Sowjetrußland"), brändes under bokbålen runt om i Nazityskland 1933.